# 纳达巴尼基·西索尔
纳达巴尼基·西索尔（英語：Ndabaningi Sithole，1920年7月21日—2000年12月12日），津巴布韦的政治家、牧师，积极投身民族解放运动，1963年参与组建“津巴布韦非洲民族联盟”，罗伯特·穆加贝统治时期遭到“政治冷冻”流放海外。